# 1527 Malmquista
1527 Malmquista è un asteroide della fascia principale. Scoperto nel 1939, presenta un'orbita caratterizzata da un semiasse maggiore pari a 2,2274479 UA e da un'eccentricità di 0,1977506, inclinata di 5,19414° rispetto all'eclittica.
L'asteroide è dedicato all'astronomo svedese Gunnar Malmquist.